# Долінинські (герб)
Долінинські (пол. Doliniański) − шляхетський герб, баронський різновид герба Абданк.

## Опис герба
Опис з використанням класичних правил блазонування:
Щит розсічено і пересічено із серцевинним щитком. У І-му червоному полі срібна лекавиця (Абданк); у II-му червоному полі на зеленій траві срібний баран (Юноша); у III-му блакитному полі золота підкова баром вниз із срібним хрестом в середині (Яструбець); у IV-му блакитному полі золотий півмісяць з такою ж зіркою між кінцями (Леліва); у V-му червоний полі срібний меч із золотим руків'ям між двома золотими півмісяцями плечима один до одного (Остоя). Над щитом баронська корона, обвита нихкою перлів, і над ним три шоломи в кронах, над якими клейноди: над І-м - срібна лекавица, II-м: п'ять страусиних пір'їн, червоні між золотими, III-м: яструб зі складеними крилами, дзвінками на лапах, що тримає у правій лапі підкову з хрестом, як на гербі. Намет правий - червоний, підбитий сріблом; зліва - блакитний, підбитий золотом.

## Символіка
Герб включає в себе короткий висновок генеалогії. Герб матері, Йозефи Малицької, знаходиться в полі II. Герб рідної бабусі, Катерини Голавської, знаходиться в полі III. Герб бабусі, Ганни Лисаковської, знаходиться в IV-му полі. Герб прабабусі, Урсули Прижиуської, знаходиться в полі V.

## Історія
Герб надано у Королівстві Галіції і Володимирії із титулом барона 10 грудня 1782 року фрейхерові Андрію in Доліняни-Долінинському з умовою wohlgeboren (шляхетного походження). Підставою для присвоєння звання були в тому числі: патент знатний від 1775 р., підтвердження шляхетства через магнатів, посаду консультанта львівського суду і заслуги для імператорського двору. Обдарований отримав у 1787 році титул великого коронного галицького підчашого, а з ним опис новий герба. У першому полі знаходиться символ посади підчашого, у наступних п'яти полях - елементи герба від 1782 року. Щит отримав два геральдичних бордюри: зовнішній блакитний із золотими трикутниками і внутрішній червоний із срібними квадратами. Під щитом розташовується зовнішні ознаки гідності - дві чаші з гербами Королівства Галичини і Володимирії. Клейнод - без змін.

## Гербовий рід
Одна сім'я гербового роду: фрейхер ін Доліняни-Долінинські (freiherr in Doliniany-Doliniański).